# Ліза Робін Келлі
Ліза Робін Келлі (англ. Lisa Robin Kelly; 5 березня 1970, Саутінгтон, Коннектикут, США — 14 серпня 2013, Каліфорнія, США) — американська акторка телебачення та кіно, комікеса та кінопродюсерка.

## Біографія
Народилася 5 березня 1970 року у Саутінгтоні (штат Коннектикут, США). У жовтні 2012 року одружилася з Робертом Джозефом Гілліамом (нар. 1951), після 8-ми місяців шлюбу, у червні 2013 року подала на розлучення, але розлучитися не встигла.
10 серпня 2013 року бойфренд госпіталізував Лізу Келлі до каліфорнійському реабілітаційному центру, ніби-то до для лікування алкоголізму.
14 серпня 2013 43-річна Ліза Робін померла уві сні.
16 серпня 2013 року повідомлено, що у крові та палаті Келлі не було знайдено наркотиків або алкоголю. Її адвокат називає смерть клієнтки «Загадкою».

## Кар'єра
Ліза Робін Келлі дебютувала у кіно 1992 року, зігравши роль Керол в епізоді «Келлі тут більше не живе» телесеріалу «Одружені … та з дітьми», а 1997 року вона зіграла роль Гізер Тарліко в епізоді «Розставання — це легко: Частина 1» того ж телесеріалу. Келлі прославилася роллю Лорі Форман у телесеріалу «Шоу 70-х», у якому вона знімалася у 1998—2003 року. Всього на її рахунку було 35 робіт як акторки та продюсера.

## Часткова фільмографія

### Акторка
| Рік       |   | Українська назва         | Оригінальна назва             | Роль                |
| --------- | - | ------------------------ | ----------------------------- | ------------------- |
| 1992—1997 | с | Одружені … та з дітьми   | Married... with Children      | Керол/Хізер Тарліко |
| 1994      | с | Відступник               | Renegade                      | Деббі               |
| 1994      | ф | Безжалісний 4            | Relentless IV: Ashes to Ashes | Шеррі               |
| 1995      | ф | Розплата                 | Payback                       | дівчина-підліток    |
| 1995      | с | Сестри                   | Sisters                       | Крісті              |
| 1995      | с | Мерфі Браун              | Murphy Brown                  | студентка           |
| 1996      | с | Секретні матеріали       | X-Files                       | Террі Робертс       |
| 1996      | ф | Ляльковий дім Амітівілля | Amityville Dollhouse          | Дена                |
| 1996      | с | Дні нашого життя         | Days of Our Lives             | Джилл Стівенс № 1   |
| 1998      | с | Полтергейст: Спадщина    | Poltergeist: The Legacy       | Джанін Кінсі        |
| 1998      | с | Острів фантазій          | Fantasy Island                | Реджина             |
| 1998—2003 | с | Шоу 70-х                 | That '70s Show                | Лорі Форман         |
| 1999      | ф | Королеви вбивства        | Jawbreaker                    | чирлідерши № 2      |
| 1999      | с | Усі жінки — відьми       | Charmed                       | Дейзі               |